# Сражения при Виминациуме
Сражения при Виминациуме (греч. Μάχες του Βιμινάκιου) — ряд сражений между войсками Византийской империи и аварами летом 599 года. Ромеи смогли добиться решающих побед, а затем продвинулись в Паннонию.

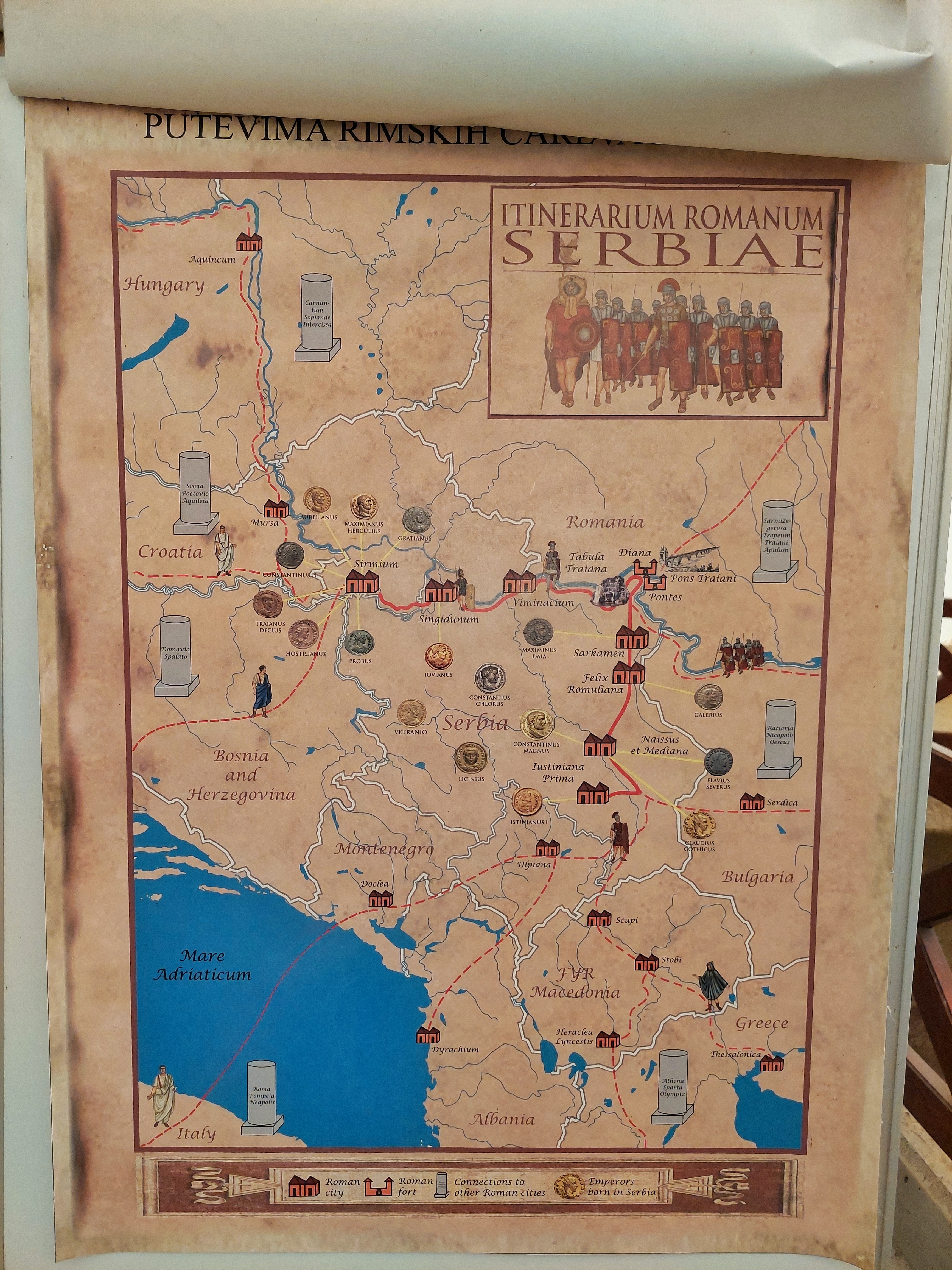
Виминациум на карте римских владений

Летом 599 года император Маврикий нарушил ранее заключенный мирный договор с аварами и направил две армии стратигов Приска и Коментиола к Дунаю. Полководцы объединили свои войска в Сингидунуме и двинулись на запад к Виминациуму, городу-крепости, расположенном на острове на реке. 
Тем временем аварский каган переправился через Дунай у Виминациума, где оставил большую часть своей армии недалеко от города под командованием четырех своих сыновей, задачей которых было не дать византийцам переправиться через реку. Сам каган вторгся в Верхнюю Мезию с частью своих войск.
Несмотря на аварские войска у Виминациума, ромеям удалось переправиться через реку на плотах и расположиться лагерем на левом берегу. Из-за болезни или симуляции Коментиола Приск принял командование над обеими армиями. 
Поскольку авары ежедневно атаковали византийский лагерь на левом берегу, Приск явился туда из Виминациума и воодушевил упавших духом солдат. Благодаря его речи, которая, по словам Феофилакта Симокатты, была произнесена на латыни, ему удалось сплотить войска и повести их в бой.

Ранним утром Приск приказал ромеям вооружиться и, выстроив насколько было возможно, свои войска тремя фалангами, принял первые нападения врагов. Не имея луков, ромеи вступили с неприятелями в бой копьями с близкого расстояния. Авары поставили свои войска пятнадцатью отдельными отрядами; ромеи же, боясь за свой лагерь, стояли сплошной линией, готовые принять бой со всех сторон, и тем самым обеспечивали лагерю большую безопасность. Битва вначале шла очень вяло. Когда же солнце стало склоняться к закату, наметился и исход боя, и чаша весов этого сражения склонилась на сторону ромеев... С наступлением ночи ромеи вернулись в лагерь.— Феофилакт Симокатта
В первом сражении ромеи потеряли всего 300 человек, тогда как авары — четыре тысячи. В течение следующих десяти дней произошли ещё два серьёзных сражения, в которых стратегия Приска, а также дисциплина и тактика его армии доказали свое превосходство. 

На третий день варвары вторично стали готовиться к бою. С своей стороны Приск, насколько был в состоянии, выстроил в боевой порядок свое войско и с утра вышел на сражение. Он построил силы ромеев самым лучшим образом, разделив их на три отделения; он побуждал их сражаться как можно храбрее, затем, постепенно вытягивая фланги, окружить аваров так, чтобы варварское войско оказалось словно в какой-то котловине, и варвары, попав в середину, подверглись неожиданному уничтожению. Таким-то образом варвары попали в эту засаду, и силы стоящих против них врагов истребили из них девять тысяч. С заходом солнца победоносное войско вернулось в лагерь.— Феофилакт Симокатта
На десятый день Приск вновь построил свое войско на возвышенности тремя фалангами против одной аварской и, «используя себе в помощь направление ветра», ворвался в ряды аваров и двумя своими фалангами нанес решительный удар. Затем его боевая линия загнала авар в близлежащее озеро, где около 15 000, включая четырех сыновей кагана, утонули. 
Затем Приск преследовал бегущего кагана и вошел в центр аварских земель в Паннонии, где одержал ещё ряд побед в боях на берегах реки Тиса, победоносно завершив войну и надолго устранив угрозу византийским границам на Дунае со стороны авар и славян.